# Мохаммед V (стадіон)
«Стадіон Мохаммеда V» (араб. مركب محمد الخامس) — частина атлетичного комплексу, розташованого у місті Касабланка, Марокко. Стадіон відкритий 6 березня 1955, має місткість на 45 891 глядачів. Названий на честь султана Марокко (1927-1953, 1955-1957) Мохаммеда П'ятого.
Спочатку стадіон було названо на честь боксера Марселя Сердана, але потім був перейменований на Стадіон Честі. Теперішня назва з'явилась в ході підготовки до Середземноморських ігор 1983 року.